# Коротояк (Алтайский край)
Коротояк — село в Хабарском районе Алтайского края. Административный центр Коротоякского сельсовета

## История
Основано в 1913 году. В 1928 году состояла из 265 хозяйств, основное население — русские. В административном отношении деревня являлась центром Коротоякского сельсовета Хабарского района Славгородского округа Сибирского края.

## Население
| 1997  | 1998  | 1999  | 2000  | 2001  | 2002  | 2003  | 2004  | 2005  |
| ----- | ----- | ----- | ----- | ----- | ----- | ----- | ----- | ----- |
| 1222  | ↘1212 | ↗1308 | ↗1329 | ↘1314 | ↘1278 | ↗1284 | ↘1260 | ↗1261 |
| 2006  | 2007  | 2008  | 2009  | 2010  | 2011  | 2012  | 2013  |       |
| ↘1252 | ↘1230 | ↘1223 | ↗1229 | ↘1091 | ↘1088 | ↘1082 | ↗1090 |       |

## Улицы
| - ул. Вокзальная, - ул. Интернациональная, - ул. Мира, - ул. Молодёжная, | - ул. Октябрьская, - ул. Пролетарская, - ул. Сиреневая, - ул. Советская, | - ул. Социалистическая, - ул. Центральная, - ул. Юбилейная, - ул. Южная. |

## Экономика
В селе действует сельскохозяйственное предприятие «Коротоякский элеватор».